# فريد ترمب الثالث
فريدريك كريست "فريتز" ترمب الثالث (من مواليد نوفمبر 1962) هو مؤلف أمريكي ومدافع عن الأشخاص ذوي الاحتياجات الخاصة. وهو ابن فريد ترمب الابن، شقيق ماري إل. ترمب، وابن شقيق الرئيس الأمريكي السابق والمنتخب دونالد ترمب.

## الحياة المبكرة
ولد فريدريك كريست ترمب الثالث في مانهاتن في نوفمبر 1962، لمضيفة الطيران ليندا ليا كلاب وفريد ترمب الابن، وهو طيار تجاري في شركة ترانس وورلد إيرلاينز وابن مطور العقارات فريد ترمب الأب. وأخته الصغرى هي عالمة النفس والكاتبة ماري ترمب.

## التعليم والعمل
تخرج فريد من جامعة ليهاي. وعمل في مجال العقارات، في عدة شركات بما في ذلك شركة فيرست وينثروب وكوشمان آند ويكفيلد.
كتب فريد مذكرات بعنوان «كل شيء في العائلة: عائلة ترمب وكيف وصلنا إلى هذه الحال»، والتي توضح تجاربه مع عمه دونالد ترمب وبطريرك العائلة وجده فريد ترمب الأب. وكان يأمل أن يؤثر الكتاب على كيفية تصويت الناس في الانتخابات الرئاسية الأمريكية 2024. ونُشر الكتاب في 30 يوليو 2024.

## حياته الشخصية
يعيش فريد مع زوجته ليزا بيث ترمب (المولودة باسم لورانت) في كونيتيكت. ولديهما ثلاثة أطفال؛ كريستوفر وأندريا وويليام. أصغر أطفاله ويليام لديه المتغير الجيني (KCNQ2) [الإنجليزية] واضطراب النوبات، مما يتطلب رعاية مدى الحياة. يزعم فريد أن دونالد ترمب أمره بالسماح لابنه بالموت.
التقى فريد بإدارة ترمب ولجنة الرئيس للأشخاص ذوي الإعاقات الذهنية [الإنجليزية]، أثناء تولي عمه منصب الرئيس.
لم يصوت فريد أبداً لعمه دونالد ترمب، على الرغم من هذه العلاقات. فقد صوت لصالح هيلاري كلينتون في الانتخابات الرئاسية الأمريكية 2016، وجو بايدن في الانتخابات الرئاسية الأمريكية 2020. كما أيد كامالا هاريس للرئاسة في 2024 بعد توجيه اتهامات ضد عمه.